# رولاند ویسر
رولاند ویسر (آلمانی: Roland Wieser؛ زادهٔ ۶ مهٔ ۱۹۵۶) دونده پیاده‌روی سرعت اهل آلمان بود.